# Xavier Pérez Gil
Xavier Pérez Gil (Barcelona, 12 de març de 1948) és un escalador i alpinista català.

## Trajectòria
Com a soci del Centre Excursionista de Catalunya i membre del CADE, el GAME i el Groupe Pyreneiste de Haute Montagne, al final dels anys seixanta inicià la seva activitat amb nombroses escalades i obertura de vies, algunes primeres estatals. Abans, però, el 1964 comencen les seves primeres experiències en muntanya a Montserrat i el Pedraforca i posteriorment entre 1968 i 1970 als Alps. Vinculat als anomenats "Barrufets", juntament amb Remi Brescó, Jordi Camprubí i Albert Gómez, va començar i repetir diverses vies a Montserrat, Montsec, Oliana, Picos de Europa, Pirineus, Alps i Dolomites. El 1977 va aconseguir pujar al sostre d'Amèrica, a l'Aconcagua. El 1986, amb l'ascensió a les Grandes Jorasses, completà les anomenades sis parets nord dels Alps. Es pot considerar el primer català i espanyol en completar les "sis cares nord dels Alps". Va participar en expedicions a l'Annapurna el 1974, el Noshaq (Hindu Kush, el 1975, el Lhotse el 1980, l'Everest el 1982 i el 1985, el Thalay Sagar el 1987 i el K2 el 1988.
Més enllà de la seva activitat com a esportista i alpinista, amb estudis de Mestratge industrial i Comerç, professionalment s'ha dedicat a la importació i distribució de productes esportius. Ha estat membre de la junta directiva de la Federació d'Entitats Excursionistes de Catalunya entre els anys 2002 i 2009.

## Reconeixements
El 1974 va rebre la Medalla d'Or de la Federació Espanyola de Muntanya a la millor activitat individual, per la seva ascensió a l'Eiger, i aquell mateix any també va rebre la Medalla d'or per la millor activitat col·lectiva per l'ascens a l'Annapurna. També ha rebut la medalla al mèrit esportiu de la Diputació de Barcelona per la primera ascensió a un vuit mil el 1974.